# Xenuroturris gemmuloides
Xenuroturris gemmuloides é uma espécie de gastrópode do gênero Xenuroturris, pertencente a família Turridae.